# 741 Ботольфія
741 Ботольфія (741 Botolphia) — астероїд головного поясу, відкритий 10 лютого 1913 року.
Тіссеранів параметр щодо Юпітера — 3,340.